# Rhopalodina parvalamina
Rhopalodina parvalamina is een zeekomkommer uit de familie Rhopalodinidae.
De wetenschappelijke naam van de soort werd in 1965 gepubliceerd door Gustave Cherbonnier.